# 喬大椿
喬大椿（？年—？年），字仙圃，號損山，江蘇省揚州府寶應縣人，乾隆二十一年丙子科舉人，乾隆三十七年（1772年）任四川鄰水縣知縣，厯官四川雙流縣、酆都縣知縣，江西峽江縣知縣，廣西雒容縣知縣，河池州知州。乾隆三十八年革職。謫遣新疆。